# Cerason
Cerason (zkratka Ce) je pozdní, interspecifická moštová odrůda révy (též hybridní odrůda, mezidruhové křížení, PiWi odrůda), určená k výrobě červených vín. Odrůda byla vyšlechtěna v České republice, kolektivem šlechtitelů Vědeckovýrobního sdružení Resistant ve Velkých Bílovicích (později Vinselekt Perná), křížením odrůd Merlan (Merlot x Seibel 13 666) a Fratava (Frankovka x Svatovavřinecké).
Merlan je interspecifická moštová odrůda, vyšlechtěná v Moldavsku, ve výzkumném ústavu Vierul v Kišiněvě. Šlechtitelský materiál byl získán přímo od pracovníků výzkumného ústavu a využit kolektivem šlechtitelů Resistant například při šlechtění sesterských odrůd Laurot, Kofranka a Marlen (pocházejí ze stejného křížení), odrůdy Nativa, která pochází ze stejných rodičů, ale v tomto případě je Merlan otcovskou odrůdou, ale i odrůd Malverina, Erilon, Savilon a Vesna.
Fratava je úspěšný kříženec Lubomíra Glose z Moravské Nové Vsi který byl kolektivem šlechtitelů Resistant využit též při šlechtění sesterských odrůd Cerason, Kofranka a Marlen a odrůdy Nativa, která pochází ze stejných rodičů v opačném pořadí.

## Popis
Réva odrůdy Cerason je jednodomá dřevitá pnoucí liána, dorůstající v kultuře až několika metrů. Kmen tloušťky až několik centimetrů je pokryt světlou borkou, která se loupe v pruzích. Úponky révy umožňují této rostlině pnout se po pevných předmětech. Růst je středně bujný až bujný, olistění je husté, se spoustou zálistků, réví je středně silné, jednoleté réví má hnědou barvu.
List je středně velký až velký, okrouhlý, třílaločnatý s mělkými výkroji až celokrajný, slabě puchýřnatý, zvlněný, na rubu jemně plstnatý. Řapíkový výkroj je mírně otevřený až lehce překrytý s průsvitem, s ostrým dnem, vzácněji zcela překrytý, řapík je středně dlouhý, narůžovělý.
Oboupohlavní pětičetné květy v hroznovitých květenstvích jsou žlutozelené, samosprašné. Plodem jsou malé až středně velké, okrouhlé bobule, které jsou ojíněné, tmavomodré až modročerné barvy, dužina je řídká, plné chuti, slabě zabarvená antokyaniny. Hrozny jsou středně velké (168 g), kuželovitě-válcovité, husté, s křidélkem.

## Původ a rozšíření
Cerason je interspecifická moštová odrůda, která byla vyšlechtěna ještě v bývalém Československu, v dnešní České republice, kolektivem šlechtitelů Vědeckovýrobního sdružení Resistant Velké Bílovice (později Vinselekt Perná). Šlechtiteli byli Doc. Ing. Miloš Michlovský, CSc., Ing. František Mádl, Prof. Ing. Vilém Kraus, CSc., Lubomír Glos a Vlastimil Peřina. Vlastní křížení bylo provedeno roku 1985, selekce postupně proběhla v Lednici na Moravě, v Břeclavi a v Perné. Odrůda vznikla křížením odrůd Merlan (Merlot x Seibel 13 666) x Fratava (Frankovka x Svatovavřinecké) pod šlechtitelským označením Mi-5-100.
Do Státní odrůdové knihy České republiky byla odrůda zapsána roku 2008. Zatím se pěstuje pouze na Moravě, v pokusných výsadbách a mezi malopěstiteli. Udržovatelem odrůdy je Ing. Vilém Kraus, Mělník.

## Název
Název odrůdy vychází z latinského slova „cerasus“, v překladu „třešeň, višeň“, toto latinské slovo je íránsko-tureckého původu (keras). Název patrně souvisí s chutí, možná i s barvou vína. „Cera“ znamená v latině i v italštině „vosk“, možná by zde tedy mohly hrát roli i voskově ojíněné bobule odrůdy.
Cerasus je v současné době taxonomickým označením podrodu dvouděložných rostlin (třešeň) z čeledi růžovitých (Rosaceae), z rodu slivoň (Prunus).

## Pěstování
Réví dobře vyzrává. Odrůda není příliš náročná na stanoviště a půdy, hodí se pro většinu vedení, vhodné jsou středně dlouhé tažně a podnože SO-4, T 5C, Cr 2 a 125 AA. Výnos je vyšší, 10-15 t/ha při cukernatosti moštu 18-20 °NM a aciditě 8-10,5 g/l.

### Fenologie
Rašení i květ je středně pozdní, bobule zaměkají ve druhé polovině srpna, sklizňové zralosti dosahuje tato pozdní až velmi pozdní odrůda v polovině října až začátkem listopadu.

### Choroby a škůdci
Při pěstování pod fungicidní ochranou je odrůda středně odolná vůči napadení plísní šedou (Botrytis cinerea), odolná vůči napadení plísní révovou (Plasmopara viticola) a padlím révovým (Uncinula necator).

## Víno
Vína bývají kvalitní, plná, harmonická, jemně aromatická, temně červená, ovocité vůně a ovocité a kořenité chuti, někdy svou až travnatou příchutí mohou připomínat vína odrůdy Cabernet Sauvignon.

### Multimédia
- Ing. Radek Sotolář : Multimediální atlas podnožových, moštových a stolních odrůd révy, Mendelova zemědělská a lesnická universita Brno, zahradnická fakulta v Lednici
- Martin Šimek : Encyklopédie všemožnejch odrůd révy vinné z celýho světa s přihlédnutím k těm, co již ouplně vymizely, 2008-2012